# Центар за неговање традиционалне културе Ваљево
Центар за неговање традиционалне културе Ваљево као установа културе основана је скупштинском одлуком Града Ваљева 3. новембра 2017. године. Одлука је донета на бази иницијативе скупштине Kултурно уметничког друштва Абрашевић у којој је тражено да KУД Абрашевић, као институција од посебног значаја за културу Ваљева добије статус Установе културе.
Културно уметничко друштво (КУД) Абрашевић у Ваљеву, основано је 1905. године, спајањем „Уметничке драмске групе” и „Радничког певачког друштва”.
У оквиру Друштва постоје : Градско позориште, Градски и омладински мешовити хор, Фолклор (први, јуниорски, ветерански и пионирски ансамбл, као и школа фолклора) и Народни оркестар.
Током свог постојања Друштво је добила многобројна значајна уметничка признања и награде на такмичењима и фестивалима у земљи и иностранству, као и друштвених признања као што су : „Вукова награда”, Златна значка Културно просветне заједнице Србије, Орден Републике Србије, Златна плакета града Ваљева (у два наврата), „Културни догадјај године” (три пута)...